# Joseph Joulietton
Joseph Joulietton est un homme politique français né le 23 octobre 1768 à Chavanat (Creuse) et mort le 3 janvier 1829 à Boussac (Creuse).

## Biographie
Médecin, il est administrateur du district puis du département. En 1800, il est nommé conseiller préfecture, puis est élu député de la Creuse en 1815, pendant les Cent-Jours. En 1819, il est sous-préfet de Civray, puis de Boussac de 1825 à 1829.

## Sources
- « Joseph Joulietton », dans Adolphe Robert et Gaston Cougny, Dictionnaire des parlementaires français, Edgar Bourloton, 1889-1891 [détail de l’édition]